# Живко Господинов
Живко Господинов Христов е бивш български футболист, национален състезател, офанзивен полузащитник-плеймейкър.
Сред най-изявените играчи в клубната история на „Спартак“ (Варна). След края на кариерата си заема ръководни длъжности в Спартак.

## Спортна биография
Господинов е роден на 6 септември 1957 г. в село Владимирово, област Добрич. На 12-годишна възраст започва да тренира футбол в школата на Спартак (Варна). Дебютира за първия тим на „соколите“ през сезон 1974/75. След три години в Спартак, в които играе 10 мача и бележи един гол, през 1977 г. преминава във Ватев (Белослав). Там записва много силен сезон в Б група и се завръща в родния си клуб.
След завръщането си в Спартак Господинов се утвърждава като основен състезател, а впоследствие става един от най-изявените футболисти в клубната история на варненци. Изиграва общо 155 мача с 41 гола в А група, както и 151 мача с 60 гола във втория ешелон. С отбора стига до финал за Купата на Съветската армия през 1983 г., както и до бронзовите медали в първенството година по-късно. Записва 4 мача в турнира за Купата на националните купи през сезон 1983/84, като играе и в двата паметни двубоя на Спартак с английския гранд Манчестър Юнайтед. От 1983 г. до 1987 г. записва 39 мача с 6 гола за А националния отбор, като по този начин е рекордьор на клуба по изиграни мачове и отбелязани голове с националната фланелка. Участва на Световното първенство в Мексико през 1986 г., където записва 3 мача. Той е единствения варненски футболист, играл на световно първенство като действащ играч на варненски клуб. Три пъти е избиран за най-добър футболист на Варна.
През есента на 1987 г. е част от отбора на Спартак (Плевен), за който записва 13 мача с 5 гола в А група. По-късно играе сезон и половина в португалския Фафе, а в края на кариерата си носи за кратко екипите на Черно море и Берое (Стара Загора).

## Смърт
През 2014 година Господинов е диагностициран с рак на белите дробове и в главата, като провежда лечение в България и Турция, но на 4 май 2015 година умира в дома си във Варна.

## Статистика по сезони
| Сезон    | Отбор        | Първенство    | Мачове | Голове |
| -------- | ------------ | ------------- | ------ | ------ |
| 1974/75  | Спартак (Вн) | Б група       | 2      | 1      |
| 1975/76  | Спартак (Вн) | А група       | 2      | 0      |
| 1976/77  | Спартак (Вн) | А група       | 6      | 0      |
| 1977/78  | Ватев        | Б група       | 30     | 7      |
| 1978/79  | Спартак (Вн) | Б група       | 32     | 12     |
| 1979/80  | Спартак (Вн) | Б група       | 40     | 23     |
| 1980/81  | Спартак (Вн) | Б група       | 32     | 12     |
| 1981/82  | Спартак (Вн) | Б група       | 38     | 10     |
| 1982/83  | Спартак (Вн) | А група       | 28     | 7      |
| 1983/84  | Спартак (Вн) | А група       | 23     | 8      |
| 1984/85  | Спартак (Вн) | А група       | 26     | 13     |
| 1985/86  | Спартак (Вн) | А група       | 25     | 3      |
| 1986/87  | Спартак (Вн) | А група       | 25     | 5      |
| 1987/ес. | Спартак (Пл) | А група       | 13     | 5      |
| 1988/пр. | Спартак (Вн) | А група       | 13     | 4      |
| 1988/ес. | Спартак (Вн) | А група       | 7      | 1      |
| 1989/пр. | Фафе         | Примейра Лига | 18     | 1      |
| 1989/90  | Фафе         | Лига де Онра  | ?      | ?      |
| 1990/ес. | Спартак (Вн) | Б група       | 7      | 2      |
| 1992/пр. | Берое        | А група       | 3      | 0      |
| 1992/пр. | Черно море   | Б група       | 10     | 1      |

- Източник: Книга „История на футболен клуб Спартак Варна“, 2007 г.